# Ciclisme als Jocs Olímpics d'estiu 2008 - BMX femení
La prova de BMX femení dels Jocs Olímpics de Pequín 2008 es va disputar entre el 20 i el 22 d'agost a la Pista Laoshan per a BMX. Aquesta és la primera vegada en què es disputa una prova olímpica de BMX.
Cada una de les 16 dones que competien realitzava dues sèries de velocitat per determinar la distribució de les 2 carreres de semifinals. Cada semifinal constava de tres sèries i s'emprava el sistema de punts-per-lloc per tal de classificar-se per a la final. Les 4 primeres passaven a la final, composta per 8 ciclistes. La final constava d'una única sèrie en què la primera a arribar a meta era la vencedora

## Medallistes
| Or                     | Plata                 | Bronze       |
| Anne-Caroline Chausson | Laëtitia Le Corguillé | Jill Kintner |

## Qualificació
Setze ciclistes representen dotze països que s'han classificat per a aquesta prova. La qualificació es basava en el rànking per països de l'UCI, el Campionat del Món de BMX 2008 i una sèrie d'invitacions fetes per una Comissió Tripartita formada pel COI, l'UCI i l'ACON

## Resultats
Q: Qualificat; DNF = No finalitza; REL = relegat

### Sèrie classificatòria
La classificació per determinar les semifinals es va disputar el 20 d'agost.
| Posició | Ciclista               | Temps (1a sèrie, segons) | Temps (2a sèrie, segons) | Millor temps(segons) | Diferència (segons) |
| ------- | ---------------------- | ------------------------ | ------------------------ | -------------------- | ------------------- |
| 1       | Anne-Caroline Chausson | 36.660                   | 43.174                   | 36.660               |                     |
| 2       | Shanaze Reade          | 59.330                   | 36.882                   | 36.882               | +0.222              |
| 3       | Laëtitia Le Corguillé  | 37.606                   | 37.145                   | 37.145               | +0.485              |
| 4       | Sarah Walker           | 37.187                   | 37.549                   | 37.187               | +0.527              |
| 5       | Gabriela Díaz          | 37.590                   | 38.927                   | 37.590               | +0.930              |
| 6       | Nicole Callisto        | 38.260                   | 37.717                   | 37.717               | +1.057              |
| 7       | Jill Kintner           | 39.031                   | 37.913                   | 37.913               | +1.253              |
| 8       | Jana Horáková          | 39.213                   | 38.077                   | 38.077               | +1.417              |
| 9       | Jenny Fahndrich        | 39.152                   | 38.209                   | 38.209               | +1.549              |
| 10      | Tanya Bailey           | 38.621                   | 38.285                   | 38.285               | +1.625              |
| 11      | Lieke Klaus            | 38.709                   | 38.808                   | 38.709               | +2.049              |
| 12      | Amanda Sørensen        | 39.183                   | 38.719                   | 38.719               | +2.059              |
| 13      | Sammy Cools            | 39.813                   | 39.137                   | 39.137               | +2.477              |
| 14      | María Belén Dutto      | 40.423                   | 40.193                   | 40.193               | +3.533              |
| 15      | Aniko Hodi             | 43.137                   | 41.772                   | 41.772               | +5.112              |
| 16      | Liyun Ma               | 42.563                   | 42.015                   | 42.015               | +5.355              |

### Semifinals
Les semifinals es van disputar el 22 d'agost.

#### Semifinal 1
| Posició | Ciclista               | 1a sèrie   | 2a sèrie   | 3a sèrie     | Total | Notes |
| ------- | ---------------------- | ---------- | ---------- | ------------ | ----- | ----- |
| 1       | Anne-Caroline Chausson | 1 (36.931) | 1 (37.028) | 2 (36.747)   | 4     | Q     |
| 2       | Sarah Walker           | 2 (37.499) | 3 (39.038) | 1 (36.731)   | 6     | Q     |
| 3       | Gabriela Díaz          | 3 (37.605) | 2 (38.235) | 8 (DNF)      | 13    | Q     |
| 4       | Sammy Cools            | 6 (39.765) | 5 (39.457) | 3 (38.690)   | 14    | Q     |
| 5       | Jana Horáková          | 5 (39.107) | 4 (39.457) | 7 (1:32.284) | 16    |       |
| 6       | Jenny Fahndrich        | 4 (38.658) | 7 (45.912) | 6 (52.687)   | 17    |       |
| 7       | Ma Liyun               | 7 (41.789) | 6 (41.497) | 5 (41.839)   | 18    |       |
| 8       | Amanda Sørensen        | 8 (DNF)    | 8 (47.469) | 4 (39.474)   | 20    |       |

#### Semifinal 2
| Posició | Ciclista              | 1a sèrie     | 2a sèrie   | 3a sèrie   | Total | Notes |
| ------- | --------------------- | ------------ | ---------- | ---------- | ----- | ----- |
| 1       | Laëtitia Le Corguillé | 1 (37.917)   | 1 (37.130) | 2 (37.076) | 4     | Q     |
| 2       | Jill Kintner          | 3 (38.950)   | 3 (39.700) | 3 (38.235) | 9     | Q     |
| 3       | Shanaze Reade         | 7 (2:17.714) | 2 (39.218) | 1 (36.699) | 10    | Q     |
| 4       | Nicole Callisto       | 2 (38.244)   | 6 (47.311) | 4 (38.435) | 12    | Q     |
| 5       | Lieke Klaus           | 4 (40.955)   | 4 (40.143) | 5 (38.800) | 13    |       |
| 6       | Aniko Hodi            | 6 (44.021)   | 5 (41.867) | 7 (40.169) | 18    |       |
| 7       | María Belén Dutto     | 5 (41.307)   | 7 (47.927) | 8 (40.295) | 20    |       |
| 8       | Tanya Bailey          | 8 (DNF)      | 8 (DNF)    | 6 (39.505) | 22    |       |

### Final
La final es disputà el 22 d'agost.
| Posició | Ciclista               | Temps    |
| ------- | ---------------------- | -------- |
| Or      | Anne-Caroline Chausson | 35.976   |
| Argent  | Laëtitia Le Corguillé  | 38.042   |
| Bronze  | Jill Kintner           | 38.674   |
| 4       | Sarah Walker           | 38.805   |
| 5       | Gabriela Díaz          | 39.747   |
| 6       | Nicole Callisto        | 1:19.609 |
| 7       | Sammy Cools            | DNF      |
| 8       | Shanaze Reade          | REL      |